# Stegastes diencaeus
Stegastes diencaeus es una especie de peces de la familia Pomacentridae en el orden de los Perciformes.

## Morfología
Los machos pueden llegar alcanzar los 12,5 cm de longitud total.

## Hábitat
Es un pez de mar.

## Distribución geográfica
Se encuentra al sur de Florida (Estados Unidos), las Bahamas y el Caribe (incluyendo desde las Antillas y Yucatán hasta Venezuela).